# Berwick Bassett
Berwick Bassett è un piccolo villaggio e una parrocchia civile della contea del Wiltshire, Sud Ovest dell'Inghilterra, Regno Unito.

## Geografia

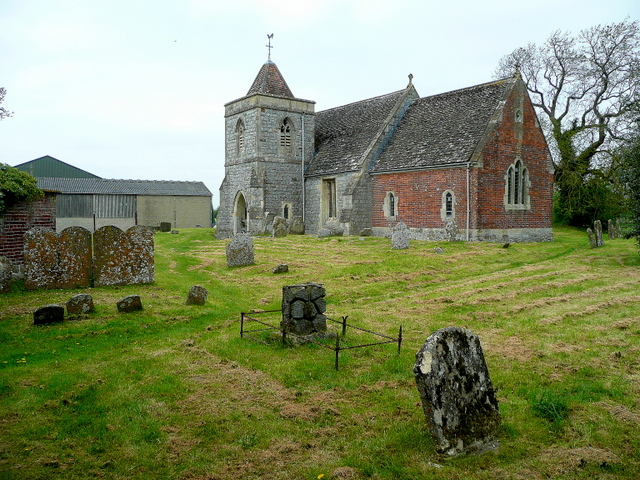
Chiesa di San Nicola col cimitero della comunità

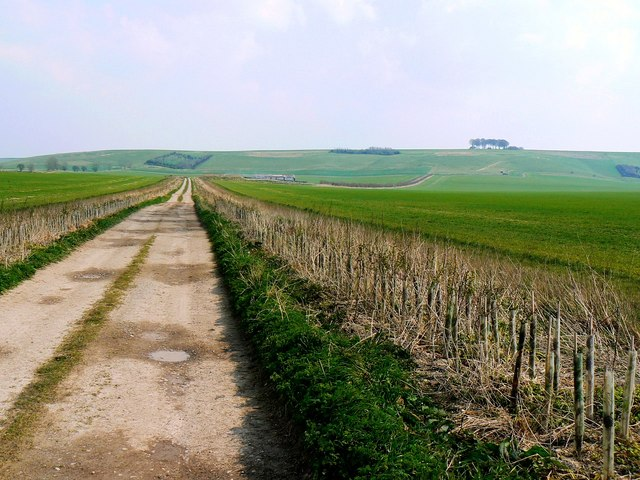
Territorio rurale attorno a Berwick Bassett

Berwick Bassett si trova a circa 6 miglia a nord-ovest di Marlborough e 8 miglia a sud-ovest di Swindon, sulla riva occidentale di un importante ramo del fiume Kennet e vicino alla strada che collega Devizes e Avebury con Wroughton e Swindon. L'intero villaggio si trova a ovest del corso d'acqua principale. A est la parte nord-sud del confine è segnata da un'antica strada, a nord-ovest il confine era segnato da un'altra strada e a sud la parte occidentale segue un ruscello e una cresta a ovest del ruscello, ma per la maggior parte della sua lunghezza il confine non segue alcuna caratteristica naturale o artificiale prominente.
Il territorio è caratterizzato da affioramenti di gesso, ci sono depositi di ghiaia accanto al corso d'acqua principale a sud del villaggio e di argilla con selci nell'estremo est. C'erano campi aperti nelle parti est e ovest, pascoli di pianura su Hackpen Hill e nell'estremo ovest, e poca area boschiva.

## Storia
Sono state trovate poche tracce di attività preistorica nell'area. Sono presenti due tumuli nella parte a nord-est e un'ascia paleolitica è stata trovata nelle loro vicinanze. Dal IX o X secolo il re possedeva una grande tenuta chiamata Calne a cui potrebbe essere stato aggiunto Berwick Bassett, e negli anni 1080 Berwick Bassett faceva probabilmente parte di quella tenuta. Verso la fine del XII secolo faceva potrebbe essere stato concesso a un membro della famiglia Port sino al 1172. Dopo il 1194 il feudo sembra essere stato concesso dal re a John Cranburn ma tornò al re prima del 1206. Nel 1206 il feudo fu concesso come fattoria a pagamento ad Alan Basset, che possedeva già una tenuta a Berwick Bassett concessagli da suo padre Thomas. Tra il 1199 e il 1221 circa comunque esistevano già varie fattorie e quella più a nord sorgeva sul demanio del maniero di Berwick Bassett e la sua prima chiesa fu costruita in quel periodo immediatamente a nord. Riguardo all'origine del nome sembra che questo abbia avuto origine dall'insediamento presente prima del 1066 e nel 1086 era probabilmente parte della tenuta del re chiamata Calne. Prima del XIII secolo i suoi abitanti frequentavano la chiesa di Winterbourne Bassett e pagavano le decime alla chiesa di Calne. La chiesa di Berwick Bassett fu sussidiaria di quella di Calne ma i fedeli locali ebbero diritto al battesimo, al matrimonio e alla sepoltura a Berwick Bassett solo all'inizio del XV secolo, e Berwick Bassett subito dopo divenne una parrocchia civile. Il suffisso Bassett ricorda il cognome dei signori del maniero nel XIII secolo e venne aggiunto all'inizio del XIV secolo. Nel 1728 c'erano solo quattro fattorie nel villaggio e le case includevano due piccole case padronali che nel 1994 vennero chiamate Old Farmhouse e Manor, oltre a diverse piccole case o cottage. La Old Farmhouse era probabilmente la casa sul demanio del maniero di Berwick Bassett e sorgeva vicino alla chiesa. Il Manor sorgeva a sud-est della chiesa. A sud del villaggio, nel 1864, venne costruita una casa canonica accanto alla strada principale.

## Monumenti e luoghi d'interesse
Nel territorio di Berwick Bassett sono presenti alcuni edifici di un certo interesse, come un cottage con il tetto di paglia nel XVIII secolo e un edificio scolastico di metà del XIX secolo. All'estremità sud del villaggio, una fattoria e diverse case eistevano già nel 1728 accanto al sentiero che conduceva verso ovest. Nel 1839 uno degli edifici era stato sostituito da una fila di sette o otto cottage e un grande edificio agricolo era stato sostituito da un paio di cottage. Tutti quei cottage e altri edifici nella parte meridionale del villaggio furono demoliti in varie date nel XX secolo. Nel 1745 nel villaggio c'era una locanda o birreria chiamata Dragon. La struttura di maggiore interesse è la
- Chiesa di San Nicola. Si tratta di un luogo di culto semplice vicino al cortile di una fattoria a nord di Avebury e vicino a Ridgeway. La chiesa appartiene alla diocesi di Salisbury e dal 27 febbraio 1958 è considerata un monumento classificato di secondo grado per il suo particolare interesse storico e architettonico. Si tratta di una chiesa anglicana tardo medievale con un interno è luminoso e semplice. La navata è medievale, così come il presbiterio, sebbene sia stato successivamente ricostruito in mattoni mantenendo le vecchie aperture delle finestre. La bassa torre ha una sommità vittoriana.[4][5]